# Route de Saint-Germain à Marly-le-Roi
Route de Saint-Germain à Marly-le-Roi est un tableau réalisé par Alfred Sisley en 1872. C'est l'une des 6 toiles exposées par Sisley à la première exposition impressionniste, dont cinq figurent au catalogue, et une est hors catalogue. Peinte à Bougival, cette toile est reproduite sur le lieu de sa création, sur un parcours du Pays des Impressionnistes.
L'œuvre est conservée depuis 1955 au musée d'Art McNay de San Antonio.

## Parcours de l'œuvre
- Paul Durand-Ruel, Paris, en 1874[3],
- Charles Guasco, Paris[3]
- Galerie Georges Petit, Paris, 1900[3]
- Bignou Gallery (en), New York[3]
- Achat par Durand-Ruel, New York, 1944[3]
- Collection privée, Ohio[3]
- Vente Parke-Bernet (en), New York, mai 1945 , lot 50a[3]
- Edward A. Bragaline, New York[3]
- Vente Parke-Bernet, New York, decembre 1947 , lot 176[3]
- Nicolas de Koenigsberg, New York[3]
- A. M. Adler Gallery, New York[3]
- Achat par Dr. and Mrs. Frederic G. Oppenheimer, San Antonio, 1950 puis don au musée d'Art McNay de San Antonio en 1955[3].